# Johann Baptist Allgaier
|   | a | b | c | d | e | f | g | h |   |
| 8 | a8 černý věž · b8 černý jezdec · c8 černý střelec · d8 černý dáma · e8 černý král · f8 černý střelec · g8 černý jezdec · h8 černý věž · a7 černý pěšec · b7 černý pěšec · c7 černý pěšec · d7 černý pěšec · f7 černý pěšec · h7 černý pěšec · g5 bílý jezdec · e4 bílý pěšec · f4 černý pěšec · g4 černý pěšec · h4 bílý pěšec · a2 bílý pěšec · b2 bílý pěšec · c2 bílý pěšec · d2 bílý pěšec · g2 bílý pěšec · a1 bílý věž · b1 bílý jezdec · c1 bílý střelec · d1 bílý dáma · e1 bílý král · f1 bílý střelec · h1 bílý věž | a8 černý věž · b8 černý jezdec · c8 černý střelec · d8 černý dáma · e8 černý král · f8 černý střelec · g8 černý jezdec · h8 černý věž · a7 černý pěšec · b7 černý pěšec · c7 černý pěšec · d7 černý pěšec · f7 černý pěšec · h7 černý pěšec · g5 bílý jezdec · e4 bílý pěšec · f4 černý pěšec · g4 černý pěšec · h4 bílý pěšec · a2 bílý pěšec · b2 bílý pěšec · c2 bílý pěšec · d2 bílý pěšec · g2 bílý pěšec · a1 bílý věž · b1 bílý jezdec · c1 bílý střelec · d1 bílý dáma · e1 bílý král · f1 bílý střelec · h1 bílý věž | a8 černý věž · b8 černý jezdec · c8 černý střelec · d8 černý dáma · e8 černý král · f8 černý střelec · g8 černý jezdec · h8 černý věž · a7 černý pěšec · b7 černý pěšec · c7 černý pěšec · d7 černý pěšec · f7 černý pěšec · h7 černý pěšec · g5 bílý jezdec · e4 bílý pěšec · f4 černý pěšec · g4 černý pěšec · h4 bílý pěšec · a2 bílý pěšec · b2 bílý pěšec · c2 bílý pěšec · d2 bílý pěšec · g2 bílý pěšec · a1 bílý věž · b1 bílý jezdec · c1 bílý střelec · d1 bílý dáma · e1 bílý král · f1 bílý střelec · h1 bílý věž | a8 černý věž · b8 černý jezdec · c8 černý střelec · d8 černý dáma · e8 černý král · f8 černý střelec · g8 černý jezdec · h8 černý věž · a7 černý pěšec · b7 černý pěšec · c7 černý pěšec · d7 černý pěšec · f7 černý pěšec · h7 černý pěšec · g5 bílý jezdec · e4 bílý pěšec · f4 černý pěšec · g4 černý pěšec · h4 bílý pěšec · a2 bílý pěšec · b2 bílý pěšec · c2 bílý pěšec · d2 bílý pěšec · g2 bílý pěšec · a1 bílý věž · b1 bílý jezdec · c1 bílý střelec · d1 bílý dáma · e1 bílý král · f1 bílý střelec · h1 bílý věž | a8 černý věž · b8 černý jezdec · c8 černý střelec · d8 černý dáma · e8 černý král · f8 černý střelec · g8 černý jezdec · h8 černý věž · a7 černý pěšec · b7 černý pěšec · c7 černý pěšec · d7 černý pěšec · f7 černý pěšec · h7 černý pěšec · g5 bílý jezdec · e4 bílý pěšec · f4 černý pěšec · g4 černý pěšec · h4 bílý pěšec · a2 bílý pěšec · b2 bílý pěšec · c2 bílý pěšec · d2 bílý pěšec · g2 bílý pěšec · a1 bílý věž · b1 bílý jezdec · c1 bílý střelec · d1 bílý dáma · e1 bílý král · f1 bílý střelec · h1 bílý věž | a8 černý věž · b8 černý jezdec · c8 černý střelec · d8 černý dáma · e8 černý král · f8 černý střelec · g8 černý jezdec · h8 černý věž · a7 černý pěšec · b7 černý pěšec · c7 černý pěšec · d7 černý pěšec · f7 černý pěšec · h7 černý pěšec · g5 bílý jezdec · e4 bílý pěšec · f4 černý pěšec · g4 černý pěšec · h4 bílý pěšec · a2 bílý pěšec · b2 bílý pěšec · c2 bílý pěšec · d2 bílý pěšec · g2 bílý pěšec · a1 bílý věž · b1 bílý jezdec · c1 bílý střelec · d1 bílý dáma · e1 bílý král · f1 bílý střelec · h1 bílý věž | a8 černý věž · b8 černý jezdec · c8 černý střelec · d8 černý dáma · e8 černý král · f8 černý střelec · g8 černý jezdec · h8 černý věž · a7 černý pěšec · b7 černý pěšec · c7 černý pěšec · d7 černý pěšec · f7 černý pěšec · h7 černý pěšec · g5 bílý jezdec · e4 bílý pěšec · f4 černý pěšec · g4 černý pěšec · h4 bílý pěšec · a2 bílý pěšec · b2 bílý pěšec · c2 bílý pěšec · d2 bílý pěšec · g2 bílý pěšec · a1 bílý věž · b1 bílý jezdec · c1 bílý střelec · d1 bílý dáma · e1 bílý král · f1 bílý střelec · h1 bílý věž | a8 černý věž · b8 černý jezdec · c8 černý střelec · d8 černý dáma · e8 černý král · f8 černý střelec · g8 černý jezdec · h8 černý věž · a7 černý pěšec · b7 černý pěšec · c7 černý pěšec · d7 černý pěšec · f7 černý pěšec · h7 černý pěšec · g5 bílý jezdec · e4 bílý pěšec · f4 černý pěšec · g4 černý pěšec · h4 bílý pěšec · a2 bílý pěšec · b2 bílý pěšec · c2 bílý pěšec · d2 bílý pěšec · g2 bílý pěšec · a1 bílý věž · b1 bílý jezdec · c1 bílý střelec · d1 bílý dáma · e1 bílý král · f1 bílý střelec · h1 bílý věž | 8 |
| 7 | a8 černý věž · b8 černý jezdec · c8 černý střelec · d8 černý dáma · e8 černý král · f8 černý střelec · g8 černý jezdec · h8 černý věž · a7 černý pěšec · b7 černý pěšec · c7 černý pěšec · d7 černý pěšec · f7 černý pěšec · h7 černý pěšec · g5 bílý jezdec · e4 bílý pěšec · f4 černý pěšec · g4 černý pěšec · h4 bílý pěšec · a2 bílý pěšec · b2 bílý pěšec · c2 bílý pěšec · d2 bílý pěšec · g2 bílý pěšec · a1 bílý věž · b1 bílý jezdec · c1 bílý střelec · d1 bílý dáma · e1 bílý král · f1 bílý střelec · h1 bílý věž | a8 černý věž · b8 černý jezdec · c8 černý střelec · d8 černý dáma · e8 černý král · f8 černý střelec · g8 černý jezdec · h8 černý věž · a7 černý pěšec · b7 černý pěšec · c7 černý pěšec · d7 černý pěšec · f7 černý pěšec · h7 černý pěšec · g5 bílý jezdec · e4 bílý pěšec · f4 černý pěšec · g4 černý pěšec · h4 bílý pěšec · a2 bílý pěšec · b2 bílý pěšec · c2 bílý pěšec · d2 bílý pěšec · g2 bílý pěšec · a1 bílý věž · b1 bílý jezdec · c1 bílý střelec · d1 bílý dáma · e1 bílý král · f1 bílý střelec · h1 bílý věž | a8 černý věž · b8 černý jezdec · c8 černý střelec · d8 černý dáma · e8 černý král · f8 černý střelec · g8 černý jezdec · h8 černý věž · a7 černý pěšec · b7 černý pěšec · c7 černý pěšec · d7 černý pěšec · f7 černý pěšec · h7 černý pěšec · g5 bílý jezdec · e4 bílý pěšec · f4 černý pěšec · g4 černý pěšec · h4 bílý pěšec · a2 bílý pěšec · b2 bílý pěšec · c2 bílý pěšec · d2 bílý pěšec · g2 bílý pěšec · a1 bílý věž · b1 bílý jezdec · c1 bílý střelec · d1 bílý dáma · e1 bílý král · f1 bílý střelec · h1 bílý věž | a8 černý věž · b8 černý jezdec · c8 černý střelec · d8 černý dáma · e8 černý král · f8 černý střelec · g8 černý jezdec · h8 černý věž · a7 černý pěšec · b7 černý pěšec · c7 černý pěšec · d7 černý pěšec · f7 černý pěšec · h7 černý pěšec · g5 bílý jezdec · e4 bílý pěšec · f4 černý pěšec · g4 černý pěšec · h4 bílý pěšec · a2 bílý pěšec · b2 bílý pěšec · c2 bílý pěšec · d2 bílý pěšec · g2 bílý pěšec · a1 bílý věž · b1 bílý jezdec · c1 bílý střelec · d1 bílý dáma · e1 bílý král · f1 bílý střelec · h1 bílý věž | a8 černý věž · b8 černý jezdec · c8 černý střelec · d8 černý dáma · e8 černý král · f8 černý střelec · g8 černý jezdec · h8 černý věž · a7 černý pěšec · b7 černý pěšec · c7 černý pěšec · d7 černý pěšec · f7 černý pěšec · h7 černý pěšec · g5 bílý jezdec · e4 bílý pěšec · f4 černý pěšec · g4 černý pěšec · h4 bílý pěšec · a2 bílý pěšec · b2 bílý pěšec · c2 bílý pěšec · d2 bílý pěšec · g2 bílý pěšec · a1 bílý věž · b1 bílý jezdec · c1 bílý střelec · d1 bílý dáma · e1 bílý král · f1 bílý střelec · h1 bílý věž | a8 černý věž · b8 černý jezdec · c8 černý střelec · d8 černý dáma · e8 černý král · f8 černý střelec · g8 černý jezdec · h8 černý věž · a7 černý pěšec · b7 černý pěšec · c7 černý pěšec · d7 černý pěšec · f7 černý pěšec · h7 černý pěšec · g5 bílý jezdec · e4 bílý pěšec · f4 černý pěšec · g4 černý pěšec · h4 bílý pěšec · a2 bílý pěšec · b2 bílý pěšec · c2 bílý pěšec · d2 bílý pěšec · g2 bílý pěšec · a1 bílý věž · b1 bílý jezdec · c1 bílý střelec · d1 bílý dáma · e1 bílý král · f1 bílý střelec · h1 bílý věž | a8 černý věž · b8 černý jezdec · c8 černý střelec · d8 černý dáma · e8 černý král · f8 černý střelec · g8 černý jezdec · h8 černý věž · a7 černý pěšec · b7 černý pěšec · c7 černý pěšec · d7 černý pěšec · f7 černý pěšec · h7 černý pěšec · g5 bílý jezdec · e4 bílý pěšec · f4 černý pěšec · g4 černý pěšec · h4 bílý pěšec · a2 bílý pěšec · b2 bílý pěšec · c2 bílý pěšec · d2 bílý pěšec · g2 bílý pěšec · a1 bílý věž · b1 bílý jezdec · c1 bílý střelec · d1 bílý dáma · e1 bílý král · f1 bílý střelec · h1 bílý věž | a8 černý věž · b8 černý jezdec · c8 černý střelec · d8 černý dáma · e8 černý král · f8 černý střelec · g8 černý jezdec · h8 černý věž · a7 černý pěšec · b7 černý pěšec · c7 černý pěšec · d7 černý pěšec · f7 černý pěšec · h7 černý pěšec · g5 bílý jezdec · e4 bílý pěšec · f4 černý pěšec · g4 černý pěšec · h4 bílý pěšec · a2 bílý pěšec · b2 bílý pěšec · c2 bílý pěšec · d2 bílý pěšec · g2 bílý pěšec · a1 bílý věž · b1 bílý jezdec · c1 bílý střelec · d1 bílý dáma · e1 bílý král · f1 bílý střelec · h1 bílý věž | 7 |
| 6 | a8 černý věž · b8 černý jezdec · c8 černý střelec · d8 černý dáma · e8 černý král · f8 černý střelec · g8 černý jezdec · h8 černý věž · a7 černý pěšec · b7 černý pěšec · c7 černý pěšec · d7 černý pěšec · f7 černý pěšec · h7 černý pěšec · g5 bílý jezdec · e4 bílý pěšec · f4 černý pěšec · g4 černý pěšec · h4 bílý pěšec · a2 bílý pěšec · b2 bílý pěšec · c2 bílý pěšec · d2 bílý pěšec · g2 bílý pěšec · a1 bílý věž · b1 bílý jezdec · c1 bílý střelec · d1 bílý dáma · e1 bílý král · f1 bílý střelec · h1 bílý věž | a8 černý věž · b8 černý jezdec · c8 černý střelec · d8 černý dáma · e8 černý král · f8 černý střelec · g8 černý jezdec · h8 černý věž · a7 černý pěšec · b7 černý pěšec · c7 černý pěšec · d7 černý pěšec · f7 černý pěšec · h7 černý pěšec · g5 bílý jezdec · e4 bílý pěšec · f4 černý pěšec · g4 černý pěšec · h4 bílý pěšec · a2 bílý pěšec · b2 bílý pěšec · c2 bílý pěšec · d2 bílý pěšec · g2 bílý pěšec · a1 bílý věž · b1 bílý jezdec · c1 bílý střelec · d1 bílý dáma · e1 bílý král · f1 bílý střelec · h1 bílý věž | a8 černý věž · b8 černý jezdec · c8 černý střelec · d8 černý dáma · e8 černý král · f8 černý střelec · g8 černý jezdec · h8 černý věž · a7 černý pěšec · b7 černý pěšec · c7 černý pěšec · d7 černý pěšec · f7 černý pěšec · h7 černý pěšec · g5 bílý jezdec · e4 bílý pěšec · f4 černý pěšec · g4 černý pěšec · h4 bílý pěšec · a2 bílý pěšec · b2 bílý pěšec · c2 bílý pěšec · d2 bílý pěšec · g2 bílý pěšec · a1 bílý věž · b1 bílý jezdec · c1 bílý střelec · d1 bílý dáma · e1 bílý král · f1 bílý střelec · h1 bílý věž | a8 černý věž · b8 černý jezdec · c8 černý střelec · d8 černý dáma · e8 černý král · f8 černý střelec · g8 černý jezdec · h8 černý věž · a7 černý pěšec · b7 černý pěšec · c7 černý pěšec · d7 černý pěšec · f7 černý pěšec · h7 černý pěšec · g5 bílý jezdec · e4 bílý pěšec · f4 černý pěšec · g4 černý pěšec · h4 bílý pěšec · a2 bílý pěšec · b2 bílý pěšec · c2 bílý pěšec · d2 bílý pěšec · g2 bílý pěšec · a1 bílý věž · b1 bílý jezdec · c1 bílý střelec · d1 bílý dáma · e1 bílý král · f1 bílý střelec · h1 bílý věž | a8 černý věž · b8 černý jezdec · c8 černý střelec · d8 černý dáma · e8 černý král · f8 černý střelec · g8 černý jezdec · h8 černý věž · a7 černý pěšec · b7 černý pěšec · c7 černý pěšec · d7 černý pěšec · f7 černý pěšec · h7 černý pěšec · g5 bílý jezdec · e4 bílý pěšec · f4 černý pěšec · g4 černý pěšec · h4 bílý pěšec · a2 bílý pěšec · b2 bílý pěšec · c2 bílý pěšec · d2 bílý pěšec · g2 bílý pěšec · a1 bílý věž · b1 bílý jezdec · c1 bílý střelec · d1 bílý dáma · e1 bílý král · f1 bílý střelec · h1 bílý věž | a8 černý věž · b8 černý jezdec · c8 černý střelec · d8 černý dáma · e8 černý král · f8 černý střelec · g8 černý jezdec · h8 černý věž · a7 černý pěšec · b7 černý pěšec · c7 černý pěšec · d7 černý pěšec · f7 černý pěšec · h7 černý pěšec · g5 bílý jezdec · e4 bílý pěšec · f4 černý pěšec · g4 černý pěšec · h4 bílý pěšec · a2 bílý pěšec · b2 bílý pěšec · c2 bílý pěšec · d2 bílý pěšec · g2 bílý pěšec · a1 bílý věž · b1 bílý jezdec · c1 bílý střelec · d1 bílý dáma · e1 bílý král · f1 bílý střelec · h1 bílý věž | a8 černý věž · b8 černý jezdec · c8 černý střelec · d8 černý dáma · e8 černý král · f8 černý střelec · g8 černý jezdec · h8 černý věž · a7 černý pěšec · b7 černý pěšec · c7 černý pěšec · d7 černý pěšec · f7 černý pěšec · h7 černý pěšec · g5 bílý jezdec · e4 bílý pěšec · f4 černý pěšec · g4 černý pěšec · h4 bílý pěšec · a2 bílý pěšec · b2 bílý pěšec · c2 bílý pěšec · d2 bílý pěšec · g2 bílý pěšec · a1 bílý věž · b1 bílý jezdec · c1 bílý střelec · d1 bílý dáma · e1 bílý král · f1 bílý střelec · h1 bílý věž | a8 černý věž · b8 černý jezdec · c8 černý střelec · d8 černý dáma · e8 černý král · f8 černý střelec · g8 černý jezdec · h8 černý věž · a7 černý pěšec · b7 černý pěšec · c7 černý pěšec · d7 černý pěšec · f7 černý pěšec · h7 černý pěšec · g5 bílý jezdec · e4 bílý pěšec · f4 černý pěšec · g4 černý pěšec · h4 bílý pěšec · a2 bílý pěšec · b2 bílý pěšec · c2 bílý pěšec · d2 bílý pěšec · g2 bílý pěšec · a1 bílý věž · b1 bílý jezdec · c1 bílý střelec · d1 bílý dáma · e1 bílý král · f1 bílý střelec · h1 bílý věž | 6 |
| 5 | a8 černý věž · b8 černý jezdec · c8 černý střelec · d8 černý dáma · e8 černý král · f8 černý střelec · g8 černý jezdec · h8 černý věž · a7 černý pěšec · b7 černý pěšec · c7 černý pěšec · d7 černý pěšec · f7 černý pěšec · h7 černý pěšec · g5 bílý jezdec · e4 bílý pěšec · f4 černý pěšec · g4 černý pěšec · h4 bílý pěšec · a2 bílý pěšec · b2 bílý pěšec · c2 bílý pěšec · d2 bílý pěšec · g2 bílý pěšec · a1 bílý věž · b1 bílý jezdec · c1 bílý střelec · d1 bílý dáma · e1 bílý král · f1 bílý střelec · h1 bílý věž | a8 černý věž · b8 černý jezdec · c8 černý střelec · d8 černý dáma · e8 černý král · f8 černý střelec · g8 černý jezdec · h8 černý věž · a7 černý pěšec · b7 černý pěšec · c7 černý pěšec · d7 černý pěšec · f7 černý pěšec · h7 černý pěšec · g5 bílý jezdec · e4 bílý pěšec · f4 černý pěšec · g4 černý pěšec · h4 bílý pěšec · a2 bílý pěšec · b2 bílý pěšec · c2 bílý pěšec · d2 bílý pěšec · g2 bílý pěšec · a1 bílý věž · b1 bílý jezdec · c1 bílý střelec · d1 bílý dáma · e1 bílý král · f1 bílý střelec · h1 bílý věž | a8 černý věž · b8 černý jezdec · c8 černý střelec · d8 černý dáma · e8 černý král · f8 černý střelec · g8 černý jezdec · h8 černý věž · a7 černý pěšec · b7 černý pěšec · c7 černý pěšec · d7 černý pěšec · f7 černý pěšec · h7 černý pěšec · g5 bílý jezdec · e4 bílý pěšec · f4 černý pěšec · g4 černý pěšec · h4 bílý pěšec · a2 bílý pěšec · b2 bílý pěšec · c2 bílý pěšec · d2 bílý pěšec · g2 bílý pěšec · a1 bílý věž · b1 bílý jezdec · c1 bílý střelec · d1 bílý dáma · e1 bílý král · f1 bílý střelec · h1 bílý věž | a8 černý věž · b8 černý jezdec · c8 černý střelec · d8 černý dáma · e8 černý král · f8 černý střelec · g8 černý jezdec · h8 černý věž · a7 černý pěšec · b7 černý pěšec · c7 černý pěšec · d7 černý pěšec · f7 černý pěšec · h7 černý pěšec · g5 bílý jezdec · e4 bílý pěšec · f4 černý pěšec · g4 černý pěšec · h4 bílý pěšec · a2 bílý pěšec · b2 bílý pěšec · c2 bílý pěšec · d2 bílý pěšec · g2 bílý pěšec · a1 bílý věž · b1 bílý jezdec · c1 bílý střelec · d1 bílý dáma · e1 bílý král · f1 bílý střelec · h1 bílý věž | a8 černý věž · b8 černý jezdec · c8 černý střelec · d8 černý dáma · e8 černý král · f8 černý střelec · g8 černý jezdec · h8 černý věž · a7 černý pěšec · b7 černý pěšec · c7 černý pěšec · d7 černý pěšec · f7 černý pěšec · h7 černý pěšec · g5 bílý jezdec · e4 bílý pěšec · f4 černý pěšec · g4 černý pěšec · h4 bílý pěšec · a2 bílý pěšec · b2 bílý pěšec · c2 bílý pěšec · d2 bílý pěšec · g2 bílý pěšec · a1 bílý věž · b1 bílý jezdec · c1 bílý střelec · d1 bílý dáma · e1 bílý král · f1 bílý střelec · h1 bílý věž | a8 černý věž · b8 černý jezdec · c8 černý střelec · d8 černý dáma · e8 černý král · f8 černý střelec · g8 černý jezdec · h8 černý věž · a7 černý pěšec · b7 černý pěšec · c7 černý pěšec · d7 černý pěšec · f7 černý pěšec · h7 černý pěšec · g5 bílý jezdec · e4 bílý pěšec · f4 černý pěšec · g4 černý pěšec · h4 bílý pěšec · a2 bílý pěšec · b2 bílý pěšec · c2 bílý pěšec · d2 bílý pěšec · g2 bílý pěšec · a1 bílý věž · b1 bílý jezdec · c1 bílý střelec · d1 bílý dáma · e1 bílý král · f1 bílý střelec · h1 bílý věž | a8 černý věž · b8 černý jezdec · c8 černý střelec · d8 černý dáma · e8 černý král · f8 černý střelec · g8 černý jezdec · h8 černý věž · a7 černý pěšec · b7 černý pěšec · c7 černý pěšec · d7 černý pěšec · f7 černý pěšec · h7 černý pěšec · g5 bílý jezdec · e4 bílý pěšec · f4 černý pěšec · g4 černý pěšec · h4 bílý pěšec · a2 bílý pěšec · b2 bílý pěšec · c2 bílý pěšec · d2 bílý pěšec · g2 bílý pěšec · a1 bílý věž · b1 bílý jezdec · c1 bílý střelec · d1 bílý dáma · e1 bílý král · f1 bílý střelec · h1 bílý věž | a8 černý věž · b8 černý jezdec · c8 černý střelec · d8 černý dáma · e8 černý král · f8 černý střelec · g8 černý jezdec · h8 černý věž · a7 černý pěšec · b7 černý pěšec · c7 černý pěšec · d7 černý pěšec · f7 černý pěšec · h7 černý pěšec · g5 bílý jezdec · e4 bílý pěšec · f4 černý pěšec · g4 černý pěšec · h4 bílý pěšec · a2 bílý pěšec · b2 bílý pěšec · c2 bílý pěšec · d2 bílý pěšec · g2 bílý pěšec · a1 bílý věž · b1 bílý jezdec · c1 bílý střelec · d1 bílý dáma · e1 bílý král · f1 bílý střelec · h1 bílý věž | 5 |
| 4 | a8 černý věž · b8 černý jezdec · c8 černý střelec · d8 černý dáma · e8 černý král · f8 černý střelec · g8 černý jezdec · h8 černý věž · a7 černý pěšec · b7 černý pěšec · c7 černý pěšec · d7 černý pěšec · f7 černý pěšec · h7 černý pěšec · g5 bílý jezdec · e4 bílý pěšec · f4 černý pěšec · g4 černý pěšec · h4 bílý pěšec · a2 bílý pěšec · b2 bílý pěšec · c2 bílý pěšec · d2 bílý pěšec · g2 bílý pěšec · a1 bílý věž · b1 bílý jezdec · c1 bílý střelec · d1 bílý dáma · e1 bílý král · f1 bílý střelec · h1 bílý věž | a8 černý věž · b8 černý jezdec · c8 černý střelec · d8 černý dáma · e8 černý král · f8 černý střelec · g8 černý jezdec · h8 černý věž · a7 černý pěšec · b7 černý pěšec · c7 černý pěšec · d7 černý pěšec · f7 černý pěšec · h7 černý pěšec · g5 bílý jezdec · e4 bílý pěšec · f4 černý pěšec · g4 černý pěšec · h4 bílý pěšec · a2 bílý pěšec · b2 bílý pěšec · c2 bílý pěšec · d2 bílý pěšec · g2 bílý pěšec · a1 bílý věž · b1 bílý jezdec · c1 bílý střelec · d1 bílý dáma · e1 bílý král · f1 bílý střelec · h1 bílý věž | a8 černý věž · b8 černý jezdec · c8 černý střelec · d8 černý dáma · e8 černý král · f8 černý střelec · g8 černý jezdec · h8 černý věž · a7 černý pěšec · b7 černý pěšec · c7 černý pěšec · d7 černý pěšec · f7 černý pěšec · h7 černý pěšec · g5 bílý jezdec · e4 bílý pěšec · f4 černý pěšec · g4 černý pěšec · h4 bílý pěšec · a2 bílý pěšec · b2 bílý pěšec · c2 bílý pěšec · d2 bílý pěšec · g2 bílý pěšec · a1 bílý věž · b1 bílý jezdec · c1 bílý střelec · d1 bílý dáma · e1 bílý král · f1 bílý střelec · h1 bílý věž | a8 černý věž · b8 černý jezdec · c8 černý střelec · d8 černý dáma · e8 černý král · f8 černý střelec · g8 černý jezdec · h8 černý věž · a7 černý pěšec · b7 černý pěšec · c7 černý pěšec · d7 černý pěšec · f7 černý pěšec · h7 černý pěšec · g5 bílý jezdec · e4 bílý pěšec · f4 černý pěšec · g4 černý pěšec · h4 bílý pěšec · a2 bílý pěšec · b2 bílý pěšec · c2 bílý pěšec · d2 bílý pěšec · g2 bílý pěšec · a1 bílý věž · b1 bílý jezdec · c1 bílý střelec · d1 bílý dáma · e1 bílý král · f1 bílý střelec · h1 bílý věž | a8 černý věž · b8 černý jezdec · c8 černý střelec · d8 černý dáma · e8 černý král · f8 černý střelec · g8 černý jezdec · h8 černý věž · a7 černý pěšec · b7 černý pěšec · c7 černý pěšec · d7 černý pěšec · f7 černý pěšec · h7 černý pěšec · g5 bílý jezdec · e4 bílý pěšec · f4 černý pěšec · g4 černý pěšec · h4 bílý pěšec · a2 bílý pěšec · b2 bílý pěšec · c2 bílý pěšec · d2 bílý pěšec · g2 bílý pěšec · a1 bílý věž · b1 bílý jezdec · c1 bílý střelec · d1 bílý dáma · e1 bílý král · f1 bílý střelec · h1 bílý věž | a8 černý věž · b8 černý jezdec · c8 černý střelec · d8 černý dáma · e8 černý král · f8 černý střelec · g8 černý jezdec · h8 černý věž · a7 černý pěšec · b7 černý pěšec · c7 černý pěšec · d7 černý pěšec · f7 černý pěšec · h7 černý pěšec · g5 bílý jezdec · e4 bílý pěšec · f4 černý pěšec · g4 černý pěšec · h4 bílý pěšec · a2 bílý pěšec · b2 bílý pěšec · c2 bílý pěšec · d2 bílý pěšec · g2 bílý pěšec · a1 bílý věž · b1 bílý jezdec · c1 bílý střelec · d1 bílý dáma · e1 bílý král · f1 bílý střelec · h1 bílý věž | a8 černý věž · b8 černý jezdec · c8 černý střelec · d8 černý dáma · e8 černý král · f8 černý střelec · g8 černý jezdec · h8 černý věž · a7 černý pěšec · b7 černý pěšec · c7 černý pěšec · d7 černý pěšec · f7 černý pěšec · h7 černý pěšec · g5 bílý jezdec · e4 bílý pěšec · f4 černý pěšec · g4 černý pěšec · h4 bílý pěšec · a2 bílý pěšec · b2 bílý pěšec · c2 bílý pěšec · d2 bílý pěšec · g2 bílý pěšec · a1 bílý věž · b1 bílý jezdec · c1 bílý střelec · d1 bílý dáma · e1 bílý král · f1 bílý střelec · h1 bílý věž | a8 černý věž · b8 černý jezdec · c8 černý střelec · d8 černý dáma · e8 černý král · f8 černý střelec · g8 černý jezdec · h8 černý věž · a7 černý pěšec · b7 černý pěšec · c7 černý pěšec · d7 černý pěšec · f7 černý pěšec · h7 černý pěšec · g5 bílý jezdec · e4 bílý pěšec · f4 černý pěšec · g4 černý pěšec · h4 bílý pěšec · a2 bílý pěšec · b2 bílý pěšec · c2 bílý pěšec · d2 bílý pěšec · g2 bílý pěšec · a1 bílý věž · b1 bílý jezdec · c1 bílý střelec · d1 bílý dáma · e1 bílý král · f1 bílý střelec · h1 bílý věž | 4 |
| 3 | a8 černý věž · b8 černý jezdec · c8 černý střelec · d8 černý dáma · e8 černý král · f8 černý střelec · g8 černý jezdec · h8 černý věž · a7 černý pěšec · b7 černý pěšec · c7 černý pěšec · d7 černý pěšec · f7 černý pěšec · h7 černý pěšec · g5 bílý jezdec · e4 bílý pěšec · f4 černý pěšec · g4 černý pěšec · h4 bílý pěšec · a2 bílý pěšec · b2 bílý pěšec · c2 bílý pěšec · d2 bílý pěšec · g2 bílý pěšec · a1 bílý věž · b1 bílý jezdec · c1 bílý střelec · d1 bílý dáma · e1 bílý král · f1 bílý střelec · h1 bílý věž | a8 černý věž · b8 černý jezdec · c8 černý střelec · d8 černý dáma · e8 černý král · f8 černý střelec · g8 černý jezdec · h8 černý věž · a7 černý pěšec · b7 černý pěšec · c7 černý pěšec · d7 černý pěšec · f7 černý pěšec · h7 černý pěšec · g5 bílý jezdec · e4 bílý pěšec · f4 černý pěšec · g4 černý pěšec · h4 bílý pěšec · a2 bílý pěšec · b2 bílý pěšec · c2 bílý pěšec · d2 bílý pěšec · g2 bílý pěšec · a1 bílý věž · b1 bílý jezdec · c1 bílý střelec · d1 bílý dáma · e1 bílý král · f1 bílý střelec · h1 bílý věž | a8 černý věž · b8 černý jezdec · c8 černý střelec · d8 černý dáma · e8 černý král · f8 černý střelec · g8 černý jezdec · h8 černý věž · a7 černý pěšec · b7 černý pěšec · c7 černý pěšec · d7 černý pěšec · f7 černý pěšec · h7 černý pěšec · g5 bílý jezdec · e4 bílý pěšec · f4 černý pěšec · g4 černý pěšec · h4 bílý pěšec · a2 bílý pěšec · b2 bílý pěšec · c2 bílý pěšec · d2 bílý pěšec · g2 bílý pěšec · a1 bílý věž · b1 bílý jezdec · c1 bílý střelec · d1 bílý dáma · e1 bílý král · f1 bílý střelec · h1 bílý věž | a8 černý věž · b8 černý jezdec · c8 černý střelec · d8 černý dáma · e8 černý král · f8 černý střelec · g8 černý jezdec · h8 černý věž · a7 černý pěšec · b7 černý pěšec · c7 černý pěšec · d7 černý pěšec · f7 černý pěšec · h7 černý pěšec · g5 bílý jezdec · e4 bílý pěšec · f4 černý pěšec · g4 černý pěšec · h4 bílý pěšec · a2 bílý pěšec · b2 bílý pěšec · c2 bílý pěšec · d2 bílý pěšec · g2 bílý pěšec · a1 bílý věž · b1 bílý jezdec · c1 bílý střelec · d1 bílý dáma · e1 bílý král · f1 bílý střelec · h1 bílý věž | a8 černý věž · b8 černý jezdec · c8 černý střelec · d8 černý dáma · e8 černý král · f8 černý střelec · g8 černý jezdec · h8 černý věž · a7 černý pěšec · b7 černý pěšec · c7 černý pěšec · d7 černý pěšec · f7 černý pěšec · h7 černý pěšec · g5 bílý jezdec · e4 bílý pěšec · f4 černý pěšec · g4 černý pěšec · h4 bílý pěšec · a2 bílý pěšec · b2 bílý pěšec · c2 bílý pěšec · d2 bílý pěšec · g2 bílý pěšec · a1 bílý věž · b1 bílý jezdec · c1 bílý střelec · d1 bílý dáma · e1 bílý král · f1 bílý střelec · h1 bílý věž | a8 černý věž · b8 černý jezdec · c8 černý střelec · d8 černý dáma · e8 černý král · f8 černý střelec · g8 černý jezdec · h8 černý věž · a7 černý pěšec · b7 černý pěšec · c7 černý pěšec · d7 černý pěšec · f7 černý pěšec · h7 černý pěšec · g5 bílý jezdec · e4 bílý pěšec · f4 černý pěšec · g4 černý pěšec · h4 bílý pěšec · a2 bílý pěšec · b2 bílý pěšec · c2 bílý pěšec · d2 bílý pěšec · g2 bílý pěšec · a1 bílý věž · b1 bílý jezdec · c1 bílý střelec · d1 bílý dáma · e1 bílý král · f1 bílý střelec · h1 bílý věž | a8 černý věž · b8 černý jezdec · c8 černý střelec · d8 černý dáma · e8 černý král · f8 černý střelec · g8 černý jezdec · h8 černý věž · a7 černý pěšec · b7 černý pěšec · c7 černý pěšec · d7 černý pěšec · f7 černý pěšec · h7 černý pěšec · g5 bílý jezdec · e4 bílý pěšec · f4 černý pěšec · g4 černý pěšec · h4 bílý pěšec · a2 bílý pěšec · b2 bílý pěšec · c2 bílý pěšec · d2 bílý pěšec · g2 bílý pěšec · a1 bílý věž · b1 bílý jezdec · c1 bílý střelec · d1 bílý dáma · e1 bílý král · f1 bílý střelec · h1 bílý věž | a8 černý věž · b8 černý jezdec · c8 černý střelec · d8 černý dáma · e8 černý král · f8 černý střelec · g8 černý jezdec · h8 černý věž · a7 černý pěšec · b7 černý pěšec · c7 černý pěšec · d7 černý pěšec · f7 černý pěšec · h7 černý pěšec · g5 bílý jezdec · e4 bílý pěšec · f4 černý pěšec · g4 černý pěšec · h4 bílý pěšec · a2 bílý pěšec · b2 bílý pěšec · c2 bílý pěšec · d2 bílý pěšec · g2 bílý pěšec · a1 bílý věž · b1 bílý jezdec · c1 bílý střelec · d1 bílý dáma · e1 bílý král · f1 bílý střelec · h1 bílý věž | 3 |
| 2 | a8 černý věž · b8 černý jezdec · c8 černý střelec · d8 černý dáma · e8 černý král · f8 černý střelec · g8 černý jezdec · h8 černý věž · a7 černý pěšec · b7 černý pěšec · c7 černý pěšec · d7 černý pěšec · f7 černý pěšec · h7 černý pěšec · g5 bílý jezdec · e4 bílý pěšec · f4 černý pěšec · g4 černý pěšec · h4 bílý pěšec · a2 bílý pěšec · b2 bílý pěšec · c2 bílý pěšec · d2 bílý pěšec · g2 bílý pěšec · a1 bílý věž · b1 bílý jezdec · c1 bílý střelec · d1 bílý dáma · e1 bílý král · f1 bílý střelec · h1 bílý věž | a8 černý věž · b8 černý jezdec · c8 černý střelec · d8 černý dáma · e8 černý král · f8 černý střelec · g8 černý jezdec · h8 černý věž · a7 černý pěšec · b7 černý pěšec · c7 černý pěšec · d7 černý pěšec · f7 černý pěšec · h7 černý pěšec · g5 bílý jezdec · e4 bílý pěšec · f4 černý pěšec · g4 černý pěšec · h4 bílý pěšec · a2 bílý pěšec · b2 bílý pěšec · c2 bílý pěšec · d2 bílý pěšec · g2 bílý pěšec · a1 bílý věž · b1 bílý jezdec · c1 bílý střelec · d1 bílý dáma · e1 bílý král · f1 bílý střelec · h1 bílý věž | a8 černý věž · b8 černý jezdec · c8 černý střelec · d8 černý dáma · e8 černý král · f8 černý střelec · g8 černý jezdec · h8 černý věž · a7 černý pěšec · b7 černý pěšec · c7 černý pěšec · d7 černý pěšec · f7 černý pěšec · h7 černý pěšec · g5 bílý jezdec · e4 bílý pěšec · f4 černý pěšec · g4 černý pěšec · h4 bílý pěšec · a2 bílý pěšec · b2 bílý pěšec · c2 bílý pěšec · d2 bílý pěšec · g2 bílý pěšec · a1 bílý věž · b1 bílý jezdec · c1 bílý střelec · d1 bílý dáma · e1 bílý král · f1 bílý střelec · h1 bílý věž | a8 černý věž · b8 černý jezdec · c8 černý střelec · d8 černý dáma · e8 černý král · f8 černý střelec · g8 černý jezdec · h8 černý věž · a7 černý pěšec · b7 černý pěšec · c7 černý pěšec · d7 černý pěšec · f7 černý pěšec · h7 černý pěšec · g5 bílý jezdec · e4 bílý pěšec · f4 černý pěšec · g4 černý pěšec · h4 bílý pěšec · a2 bílý pěšec · b2 bílý pěšec · c2 bílý pěšec · d2 bílý pěšec · g2 bílý pěšec · a1 bílý věž · b1 bílý jezdec · c1 bílý střelec · d1 bílý dáma · e1 bílý král · f1 bílý střelec · h1 bílý věž | a8 černý věž · b8 černý jezdec · c8 černý střelec · d8 černý dáma · e8 černý král · f8 černý střelec · g8 černý jezdec · h8 černý věž · a7 černý pěšec · b7 černý pěšec · c7 černý pěšec · d7 černý pěšec · f7 černý pěšec · h7 černý pěšec · g5 bílý jezdec · e4 bílý pěšec · f4 černý pěšec · g4 černý pěšec · h4 bílý pěšec · a2 bílý pěšec · b2 bílý pěšec · c2 bílý pěšec · d2 bílý pěšec · g2 bílý pěšec · a1 bílý věž · b1 bílý jezdec · c1 bílý střelec · d1 bílý dáma · e1 bílý král · f1 bílý střelec · h1 bílý věž | a8 černý věž · b8 černý jezdec · c8 černý střelec · d8 černý dáma · e8 černý král · f8 černý střelec · g8 černý jezdec · h8 černý věž · a7 černý pěšec · b7 černý pěšec · c7 černý pěšec · d7 černý pěšec · f7 černý pěšec · h7 černý pěšec · g5 bílý jezdec · e4 bílý pěšec · f4 černý pěšec · g4 černý pěšec · h4 bílý pěšec · a2 bílý pěšec · b2 bílý pěšec · c2 bílý pěšec · d2 bílý pěšec · g2 bílý pěšec · a1 bílý věž · b1 bílý jezdec · c1 bílý střelec · d1 bílý dáma · e1 bílý král · f1 bílý střelec · h1 bílý věž | a8 černý věž · b8 černý jezdec · c8 černý střelec · d8 černý dáma · e8 černý král · f8 černý střelec · g8 černý jezdec · h8 černý věž · a7 černý pěšec · b7 černý pěšec · c7 černý pěšec · d7 černý pěšec · f7 černý pěšec · h7 černý pěšec · g5 bílý jezdec · e4 bílý pěšec · f4 černý pěšec · g4 černý pěšec · h4 bílý pěšec · a2 bílý pěšec · b2 bílý pěšec · c2 bílý pěšec · d2 bílý pěšec · g2 bílý pěšec · a1 bílý věž · b1 bílý jezdec · c1 bílý střelec · d1 bílý dáma · e1 bílý král · f1 bílý střelec · h1 bílý věž | a8 černý věž · b8 černý jezdec · c8 černý střelec · d8 černý dáma · e8 černý král · f8 černý střelec · g8 černý jezdec · h8 černý věž · a7 černý pěšec · b7 černý pěšec · c7 černý pěšec · d7 černý pěšec · f7 černý pěšec · h7 černý pěšec · g5 bílý jezdec · e4 bílý pěšec · f4 černý pěšec · g4 černý pěšec · h4 bílý pěšec · a2 bílý pěšec · b2 bílý pěšec · c2 bílý pěšec · d2 bílý pěšec · g2 bílý pěšec · a1 bílý věž · b1 bílý jezdec · c1 bílý střelec · d1 bílý dáma · e1 bílý král · f1 bílý střelec · h1 bílý věž | 2 |
| 1 | a8 černý věž · b8 černý jezdec · c8 černý střelec · d8 černý dáma · e8 černý král · f8 černý střelec · g8 černý jezdec · h8 černý věž · a7 černý pěšec · b7 černý pěšec · c7 černý pěšec · d7 černý pěšec · f7 černý pěšec · h7 černý pěšec · g5 bílý jezdec · e4 bílý pěšec · f4 černý pěšec · g4 černý pěšec · h4 bílý pěšec · a2 bílý pěšec · b2 bílý pěšec · c2 bílý pěšec · d2 bílý pěšec · g2 bílý pěšec · a1 bílý věž · b1 bílý jezdec · c1 bílý střelec · d1 bílý dáma · e1 bílý král · f1 bílý střelec · h1 bílý věž | a8 černý věž · b8 černý jezdec · c8 černý střelec · d8 černý dáma · e8 černý král · f8 černý střelec · g8 černý jezdec · h8 černý věž · a7 černý pěšec · b7 černý pěšec · c7 černý pěšec · d7 černý pěšec · f7 černý pěšec · h7 černý pěšec · g5 bílý jezdec · e4 bílý pěšec · f4 černý pěšec · g4 černý pěšec · h4 bílý pěšec · a2 bílý pěšec · b2 bílý pěšec · c2 bílý pěšec · d2 bílý pěšec · g2 bílý pěšec · a1 bílý věž · b1 bílý jezdec · c1 bílý střelec · d1 bílý dáma · e1 bílý král · f1 bílý střelec · h1 bílý věž | a8 černý věž · b8 černý jezdec · c8 černý střelec · d8 černý dáma · e8 černý král · f8 černý střelec · g8 černý jezdec · h8 černý věž · a7 černý pěšec · b7 černý pěšec · c7 černý pěšec · d7 černý pěšec · f7 černý pěšec · h7 černý pěšec · g5 bílý jezdec · e4 bílý pěšec · f4 černý pěšec · g4 černý pěšec · h4 bílý pěšec · a2 bílý pěšec · b2 bílý pěšec · c2 bílý pěšec · d2 bílý pěšec · g2 bílý pěšec · a1 bílý věž · b1 bílý jezdec · c1 bílý střelec · d1 bílý dáma · e1 bílý král · f1 bílý střelec · h1 bílý věž | a8 černý věž · b8 černý jezdec · c8 černý střelec · d8 černý dáma · e8 černý král · f8 černý střelec · g8 černý jezdec · h8 černý věž · a7 černý pěšec · b7 černý pěšec · c7 černý pěšec · d7 černý pěšec · f7 černý pěšec · h7 černý pěšec · g5 bílý jezdec · e4 bílý pěšec · f4 černý pěšec · g4 černý pěšec · h4 bílý pěšec · a2 bílý pěšec · b2 bílý pěšec · c2 bílý pěšec · d2 bílý pěšec · g2 bílý pěšec · a1 bílý věž · b1 bílý jezdec · c1 bílý střelec · d1 bílý dáma · e1 bílý král · f1 bílý střelec · h1 bílý věž | a8 černý věž · b8 černý jezdec · c8 černý střelec · d8 černý dáma · e8 černý král · f8 černý střelec · g8 černý jezdec · h8 černý věž · a7 černý pěšec · b7 černý pěšec · c7 černý pěšec · d7 černý pěšec · f7 černý pěšec · h7 černý pěšec · g5 bílý jezdec · e4 bílý pěšec · f4 černý pěšec · g4 černý pěšec · h4 bílý pěšec · a2 bílý pěšec · b2 bílý pěšec · c2 bílý pěšec · d2 bílý pěšec · g2 bílý pěšec · a1 bílý věž · b1 bílý jezdec · c1 bílý střelec · d1 bílý dáma · e1 bílý král · f1 bílý střelec · h1 bílý věž | a8 černý věž · b8 černý jezdec · c8 černý střelec · d8 černý dáma · e8 černý král · f8 černý střelec · g8 černý jezdec · h8 černý věž · a7 černý pěšec · b7 černý pěšec · c7 černý pěšec · d7 černý pěšec · f7 černý pěšec · h7 černý pěšec · g5 bílý jezdec · e4 bílý pěšec · f4 černý pěšec · g4 černý pěšec · h4 bílý pěšec · a2 bílý pěšec · b2 bílý pěšec · c2 bílý pěšec · d2 bílý pěšec · g2 bílý pěšec · a1 bílý věž · b1 bílý jezdec · c1 bílý střelec · d1 bílý dáma · e1 bílý král · f1 bílý střelec · h1 bílý věž | a8 černý věž · b8 černý jezdec · c8 černý střelec · d8 černý dáma · e8 černý král · f8 černý střelec · g8 černý jezdec · h8 černý věž · a7 černý pěšec · b7 černý pěšec · c7 černý pěšec · d7 černý pěšec · f7 černý pěšec · h7 černý pěšec · g5 bílý jezdec · e4 bílý pěšec · f4 černý pěšec · g4 černý pěšec · h4 bílý pěšec · a2 bílý pěšec · b2 bílý pěšec · c2 bílý pěšec · d2 bílý pěšec · g2 bílý pěšec · a1 bílý věž · b1 bílý jezdec · c1 bílý střelec · d1 bílý dáma · e1 bílý král · f1 bílý střelec · h1 bílý věž | a8 černý věž · b8 černý jezdec · c8 černý střelec · d8 černý dáma · e8 černý král · f8 černý střelec · g8 černý jezdec · h8 černý věž · a7 černý pěšec · b7 černý pěšec · c7 černý pěšec · d7 černý pěšec · f7 černý pěšec · h7 černý pěšec · g5 bílý jezdec · e4 bílý pěšec · f4 černý pěšec · g4 černý pěšec · h4 bílý pěšec · a2 bílý pěšec · b2 bílý pěšec · c2 bílý pěšec · d2 bílý pěšec · g2 bílý pěšec · a1 bílý věž · b1 bílý jezdec · c1 bílý střelec · d1 bílý dáma · e1 bílý král · f1 bílý střelec · h1 bílý věž | 1 |
|   | a | b | c | d | e | f | g | h |   |

Johann Baptist Allgaier (19. června 1763, Bad Schussenried – 3. ledna 1823, Vídeň) byl rakouský šachový mistr, autor první původní německé učebnice šachu Neue theoretisch-praktische Anweisung zum Schachspiel (Nový teoretický a praktický návod k šachové hře) publikované ve Vídni roku 1795.

## Životopis
Allgaier se původně chtěl stát katolickým knězem, ale během svých cest po Polsku se seznámil se šachovou hrou. Usadil se ve Vídni a stal se profesionálním šachovým hráčem a nejsilnějším šachistou ve Vídni ve své době. V letech 1798 až 1816 byl proviantním důstojníkem v rakouské armádě a působil jako domácí učitel šachu císařova syna. Byl také operátorem šachového automatu Turek, ve kterém porazil roku 1809 na zámku Schönbrunn Napoleona Bonaparta.
Je po něm pojmenován tzv. Allgaierův gambit 1.e4 e5 2.f4 exf4 3.Jf3 g5 4.h4 g4 5.Jg5.

## Turkova partie s Napoleonem roku 1809
Napoleon I. – Kempelenův šachový automat (J. B. Allgaier) [C20]
Schönbrunn, Vídeň, 1809
1. e4 e5 2.Df3? (hraje se tzv. Napoleonovo zahájení, které je ovšem z rodu těch strategicky nekorektních, bílý vyvíjí svou dámu příliš brzy a zanedbává vývin figur i boj o střed) 2… Jc6 3.Sc4 (známá a elementární léčka, naneštěstí pro Napoleona, hráč skrytý uvnitř Turka patřil k nejlepším ve své době, takže mat na f7 nepřehlédl) 3… Jf6 4.Je2 Sc5 5.a3? (slabý tah, bílý zbytečně ztrácí čas) 5… d6 6.0-0 Sg4 (černý vyvíjí střelce s tempem na útočné pole, nyní je na první pohled vidět, že tah dámou v zahájení se Napoleonovi příliš nepodařil) 7.Dd3 Jh5 8.h3 Sxe2 9.Dxe2 Jf4 10.De1 Jd4 11.Sb3 Jxh3+! (tímto tahem černý zahajuje přímý útok na bílého krále) 12.Kh2 (po 12.gxh3 Jf3+ by bílý ztratil okamžitě dámu) 12… Dh4 13.g3 Jf3+ (černé figury se sesypaly na bílého krále, partie je pro Napoleona ztracená) 14.Kg2 Jxe1+ 15.Vxe1 Dg4 (zbytek je již jen oddalováním neodvratného konce) 16.d3 Sxf2 17.Vh1 Dxg3+ 18.Kf1 Sd4 19.Ke2 Dg2+ 20.Kd1 Dxh1+ 21.Kd2 Dg2+ 22.Ke1 Jg1 23.Jc3 Sxc3+ 24.bxc3 De2 mat 0-1